# Municipio de Little Sioux (condado de Harrison)
El municipio de Little Sioux (en inglés: Little Sioux Township) es un municipio ubicado en el condado de Harrison en el estado estadounidense de Iowa. En el año 2010 tenía una población de 359 habitantes y una densidad poblacional de 3,82 personas por km².

## Geografía
El municipio de Little Sioux se encuentra ubicado en las coordenadas 41°49′17″N 96°2′31″O / 41.82139, -96.04194. Según la Oficina del Censo de los Estados Unidos, el municipio tiene una superficie total de 94 km², de la cual 91,41 km² corresponden a tierra firme y (2,75 %) 2,59 km² es agua.

## Demografía
Según el censo de 2010, había 359 personas residiendo en el municipio de Little Sioux. La densidad de población era de 3,82 hab./km². De los 359 habitantes, el municipio de Little Sioux estaba compuesto por el 99,44 % blancos, el 0,56 % eran amerindios. Del total de la población el 1,11 % eran hispanos o latinos de cualquier raza.